# Wigbolt Kruyver
Wigbolt Floris Nicolaas Kruyver (Haarlem, 25 januari 1951) is een Nederlands acteur.

## Loopbaan
Wigbolt Kruijver doorliep na zijn middelbareschooltijd de Pedagogische Academie in Haarlem. Daar ontmoette hij Bert Bunschoten, met wie hij in 1972 het cabaretduo Triplex oprichtte. Tot 1976 waren zij met veel succes vaste bespeler van De Toneelschuur.
In datzelfde jaar richtten Bunschoten en Kruyver Toneelgroep Het Volk op, een klein gezelschap dat zich louter op Nederlandse stukken richt. Meest van eigen makelij of boekbewerking waarin zij zelf steevast meespeelde.
Bij het 25-jarig bestaan van zijn toneelgezelschap kreeg Kruyver de Penning van Verdienste van de stad Haarlem. Later, bij het 40-jarig bestaan werd hij (samen met Bert Bunschoten en broer Joep Kruyver, die vanaf 1987 aan de groep verbonden was) benoemd tot Ridder in de Orde van Oranje-Nassau voor zijn grote verdienste voor het Nederlands toneel.
In 1986 speelde Kruyver bij het Publiekstheater in Hamlet, in 1988 bij Toneelgroep Amsterdam in De Twaalf Gezworenen en in 1990 bij Martin Hansons Theaterproducties in Richard III, Henry IV en Henry V. In eerdere jaren speelde hij ook bij de Technische Theatergroep Perspect.
Verder vertolkte hij film- en televisierollen.
In de kerstperiode van 2018/2019 was hij de verteller in de Haarlemse theaterproductie Scrooge! en tevens de stem van de geest van Jacob Marley. Marley was in deze uitvoering een vier meter hoge pop, bespeeld door Janna Handgraaf en Hans Thissen. Bert Bunschoten speelde de rol van Scrooge.

## Filmografie

### Film
- Bluebird (2004) - Leraar biologie
- SuperTex (2003) - Moshe van Dam
- The Last Words of Dutch Schultz (2003) - Dutch Schultz
- Loenatik (2000) - Van Dalen
- Kruimeltje (1999) - Rijke heer
- All Stars (1997) - Bewaker
- Aletta Jacobs: Het hoogste streven (1995) - Huwelijksbeambte
- De avonden (1989) - Gestapoman
- De Oplossing (1984) - Ing. Polman

### Televisie
- Zwarte Tulp (2016) - DNA-expert
- Toren C (2011-2014) - Joop den Amstel
- De co-assistent (2008) - Mr. Scheepmaker
- Gooische Vrouwen (2008) - Rechercheur
- Van Speijk (2006) - Clemens Helmers
- Baantjer (1997-2001) - Daan Makkinga / Jaap de Bie
- Dossier Verhulst (1986) - Bode
- Thomas en Senior (1985) - Dichter